# Łęczno (województwo wielkopolskie)
Łęczno (pol. hist. ‘’Łęczeń’’ ) – wieś w Polsce położona w województwie wielkopolskim, w powiecie nowotomyskim, w gminie Miedzichowo.

## Historia
Zanim powstała miejscowość Łęczno w 1571 odnotowany został las pod staropolską nazwą „Leczęn”, na którego terenie jak uważają historycy prawdopodobnie powstała w XVI-XVII wieku dzisiejsza osada Łęczno.
Wieś cechuje się rozproszoną zabudową i została założona w XVIII wieku, podczas kolonizacji olęderskiej. W latach 1975–1998 miejscowość administracyjnie należała do województwa poznańskiego.
Przez Łęczno przebiega znakowany czerwony szlak pieszy ze Zbąszynia do Wronek.